# Opoczki
Opoczki – wieś w Polsce położona w województwie kujawsko-pomorskim, w powiecie aleksandrowskim, w gminie Aleksandrów Kujawski.
Według podziału fizycznogeograficznego Polski J.Kondrackiego, obszar ten leży w obrębie mezoregionu Równiny Inowrocławskiej, położonego na obszarze makroregionu Pojezierza Wielkopolskiego. Sołectwo Opoczki bezpośrednio graniczy z Sołectwami Opoki, Zduny i Grabie. 
W latach 1975–1998 miejscowość administracyjnie należała do województwa włocławskiego.
Wieś sołecka – zobacz jednostki pomocnicze gminy Aleksandrów Kujawski w BIP.